# サミュエル・ホーキンス
サミュエル・デイヴィッド・ホーキンス（Samuel David Hawkins, 1933年8月1日 - ）は、アメリカの軍人。朝鮮戦争中の亡命者。彼は朝鮮戦争中に共産側へ亡命した22人の英米軍人の1人であり、1953年の休戦後には中華人民共和国へ移った。1957年にアメリカへ送還されている。

## 経歴

### 若年期
1933年、オクラホマ州オクラホマシティに生まれる。父クレイトン・O・ホーキンス(Clayton O. Hawkins)は第二次世界大戦中に軍人として出征していた。サミュエル自身が後に語ったところによれば、彼が幼いころ父親との関係は決して良好なものではなかったという。1950年、アメリカ陸軍に入隊して朝鮮戦争最中の朝鮮半島に派遣されるが、中国人民志願軍の捕虜となる。そして1953年に朝鮮戦争休戦協定が結ばれた後も中国に留まる事を選んだ。彼は共産側への亡命を選んだ22人の英米軍人の1人だった。その後、彼は北京の中国人民大学で政治学を学び、武漢で機械技師として働いた。Virginia Pasley社が1955年に出版した朝鮮戦争中の亡命軍人に関する書籍『21 Stayed: The Story of the American GI's Who Chose Communist China—Who They Were and Why They Stayed』でもホーキンスが紹介された。父クレイトンはサミュエル・ホーキンスが捕虜収容所に収監されていた頃に、タスカホマにて火災に巻き込まれ死去している。1954年、アメリカ陸軍がホーキンスに対する不名誉除隊処分を執り行う。1956年、ターニャ(Tanya)という女性と結婚。彼女は中国内のフランス系修道院で育った白系ロシア人で、在中ソ連大使館に勤務していた 。
中国在住中、ホーキンスは外国人記者による取材を受けることが認められていた。例えば黒人記者ウィリアム・ワーシーによる取材や、ロイター通信や『Look』誌によるインタビューなどが知られる。1956年6月に行われた英国人記者によるインタビューにおいて、ホーキンスは既に帰国を求める意思を示していた。1957年2月、広州から英国領香港への列車に乗り込み、中国本土を離れ英国領に移った。香港では米国副領事のS・M・バッケ(S.M. Backe)と面会するが、バッケ副領事はホーキンスを信用せず、アメリカ合衆国への片道のみ有効なパスポートしか発行しなかった。彼は1956年のハンガリー動乱をソビエト連邦が軍事力をもって鎮圧した事を受け、共産主義への失望を覚え、アメリカへの帰国を望むようになったのだという。彼は中国に亡命した米軍人のうち、7人目の帰国者だった。

### 帰国後
米中両政府とも、ホーキンスに帰国のための資金を提供しなかった。ホーキンスの母カーレイ・サリー・ジョーンズ(Carley Sallee Jones)が帰国への支援を訴えると、オクラホマシティ在住の石油業者M・H・チャンピオン(M. H. Champion)がこれに応じた。チャンピオンはまた、ホーキンスに対し帰国後の仕事も約束した。1957年3月2日、ホーキンスはカリフォルニア州ロサンゼルスに到着した。彼は3年以上の亡命生活を送り、また7年以上を東アジアで過ごした事になる。1957年6月23日、マイク・ウォレスによる取材を受け、亡命および帰国それぞれに関する動機を語った。それから数週間後、ウォレスは第二次世界大戦における名誉勲章受章者で、「コマンドー・ケリー」の通称で知られるチャールズ・ケリーへの取材を行った。この際、ウォレスはホーキンスが帰国後も元々の社会に復帰できたことに触れ、ケリーに対し「米陸軍の裏切り者にはどう対処するべきとお思いですか？」("How do you think that we should treat U.S. Army turncoats?)と質問した。ケリーは次のように答えた。
彼は人間だ。我々は他の米兵にそうするように彼を扱うべきだろう。私の意見だが、彼はそれに値するはずで、単に間違った道に降りただけなのだ。それに、彼が韓国に派遣された時、彼は自分が国に帰るのかそこに留まる事になるのかなど知るよしもなかっただろうと確信している。だから捕虜になった時はいくらか恐怖も覚えただろう。あるいは圧力をかけられ、拷問も加えられたかも知れない。私はそれが彼自身の過ちではないと思う。間違いなく当時は──私は彼を見たことはないし、会ったこともないが──間違いなく彼は若かったし、十分な訓練も受けていなかったのだろう。
1957年6月、妻ターニャも夫のいるアメリカへと向かうべく香港に移った事が報じられた。最終的に1957年秋頃になってアメリカへの移住が行われた。彼女は夫がアメリカへ帰国した際に大使館を解雇されていたという。
帰国後、ホーキンスはオクラホマシティで石油業者のセールスマンとして働いた。2001年、UP通信およびAP通信が報じたところによれば。ホーキンスは医学助手としての教育を受け、子供も設けているという。2005年には中国人監督Shui-Bo Wangによる亡命軍人に関するドキュメンタリー映画『They Chose China』に出演する為、再び中国を訪れている。